# Кодитик Степан Йосипович
Степан Йосипович Кодитик (нар. 26 грудня 1904, село Лука-Мелешківська, тепер Вінницького району Вінницької області — ?) — український радянський діяч, вчитель, директор неповно-середньої школи села Мізяківські Хутори Вінницького району Вінницької області. Депутат Верховної Ради УРСР 2-го скликання.

## Життєпис
Народився в бідній селянській родині. З юних років працював чорноробом, учнем коваля, двірником. У 1925 році поступив до Вінницького педагогічного технікуму. Після закінчення навчання у технікумі з 1929 року працював вчителем початкових класів неповно-середньої школи села Мізяківські Хутори на Вінниччині.
Член ВКП(б) з 1932 року.
Закінчив заочно Вінницький педагогічний інститут.
До 1941 року — директор та вчитель неповно-середньої (семирічної) школи села Мізяківські Хутори Вінницького району Вінницької області.
Під час німецько-радянської війни був евакуйований до Приуральського району Казахської РСР, де працював у колгоспі.
З травня 1942 по лютий 1944 року служив у Червоній армії, закінчив військово-політичне училище, був на викладацько-політичній роботі в училищі зенітної артилерії.
З 1944 року — директор та вчитель історії семирічної школи села Мізяківські Хутори Вінницького району Вінницької області. Обирався секретарем партійної організації колгоспу імені Кірова села Мізяківські Хутори.
З середини 1950-х років — голова колгоспу імені Кірова села Мізяківські Хутори Вінницького району Вінницької області.

## Звання
- лейтенант

## Нагороди
- орден Леніна (26.02.1958)
- медаль «За перемогу над Німеччиною у Великій Вітчизняній війні 1941—1945 рр.»
- медаль «За доблесну працю у Великій Вітчизняній війні 1941—1945 рр.»
- значок «Відмінник народної освіти»
- заслужений вчитель школи Української РСР (15.09.1947)